# Алпски мрмот
Алпски мрмот (лат. Marmota marmota) је сисар из реда глодара и породице веверица (Sciuridae).

## Распрострањеност и станиште
Врста је присутна у Аустрији, Италији, Лихтенштајну, Немачкој, Пољској, Словачкој и Швајцарској. Алпски мрмот има станиште на копну.

## Угроженост
Ова врста није угрожена, и наведена је као последња брига јер има широко распрострањење.

### Популациони тренд
Популација ове врсте је стабилна, судећи по доступним подацима.